# Ranchu

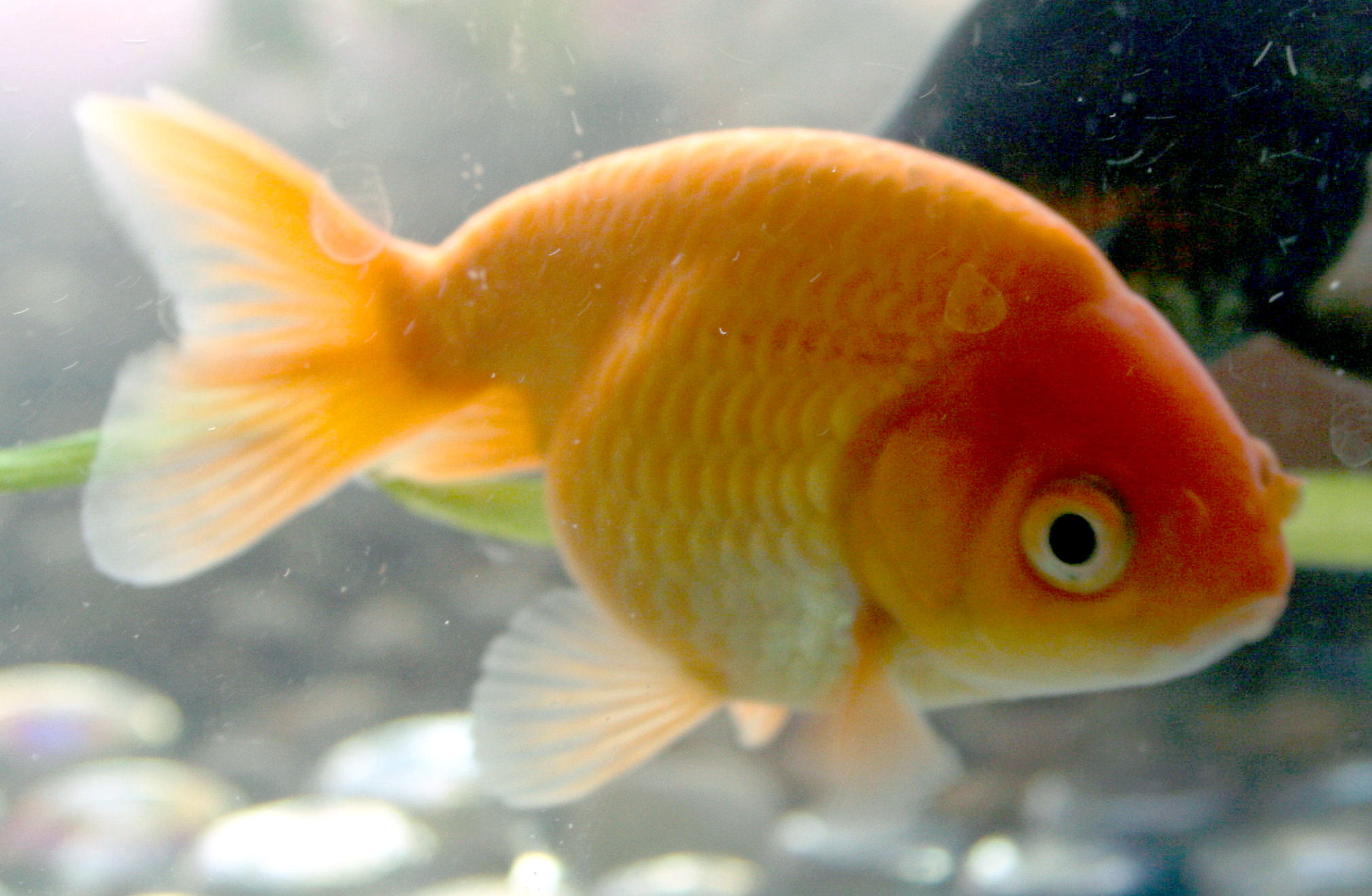
Oranje Ranchu

De ranchu is een variëteit van de 'fancy goldfish', een goudvis uit Japan. Hij wordt door de Japanners ook wel de Koning der Goudvissen genoemd. Een kenmerk van deze vis is dat het geen rugvin heeft.
De moderne ranchu zijn de directe uitkomst van een kweek-experiment met Leeuwhoofdgoudvissen.